# Slavenwoningen in Amerika

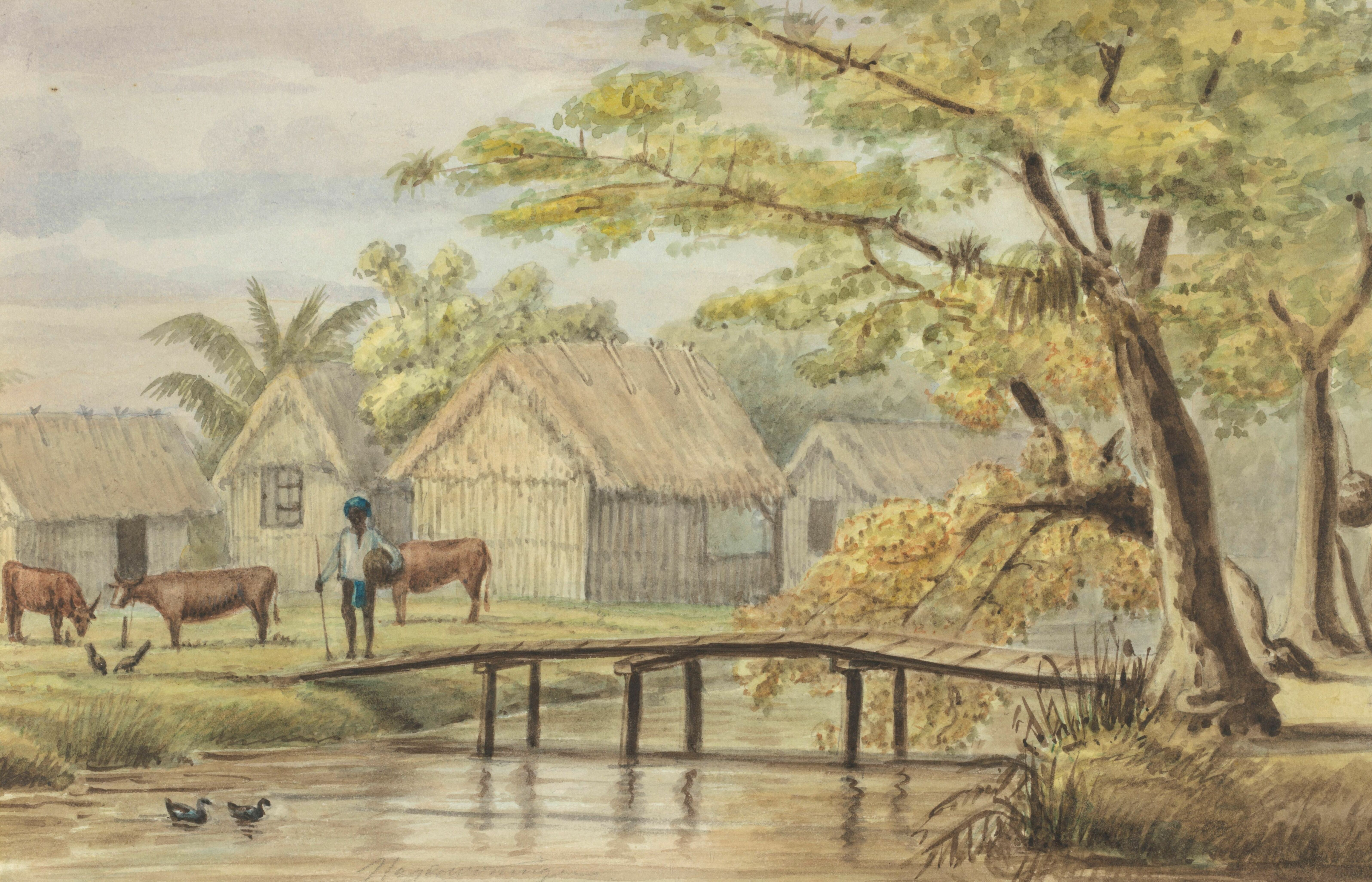
Slavenwoningen op koffieplantage Sorgvliet, Suriname, ca.1859. Een romantisch aquarel van Jacob van Geffen.

Een slavenwoning (Engels: slave cabin of slave quarter) is huisvesting voor slaven. Dit type woning maakte in Amerika (het continent) veelal deel uit van plantages, boerderijen en stadswoningen waar de inwonende slaven aan toebehoorden. Slavenwoningen speelden een belangrijke rol binnen het slavernijsysteem in de Amerika's en vormen een spiegel van de tijdgeest.
Door de slechte kwaliteit van de slavenwoningen -en afschaffing van de slavernij- zijn er niet veel bewaard gebleven. Niettemin wordt nog altijd onderzoek verricht naar de woonomstandigheden van de 'trans-Atlantische' slaafgemaakten op het westelijk halfrond.
Slaven woonden altijd vlak bij de plek waar zij werkzaam waren. En voorbeeld daarvan zijn de slavenhuisjes bij de zoutpannen op Bonaire. Geschoolde arbeiders werden wel in betere behuizing ondergebracht, vlak bij het (land)huis van de eigenaar. Als een man en een vrouw, al dan niet gehuwd, niet op dezelfde plek werkten dan woonden ze ook niet samen, in elk geval niet doordeweeks. De Noord-Amerikaanse term slave quarter kan beschouwd worden als een eufemisme. De kwartieren hadden een dubbele boodschap. Enerzijds waren ze een teken van het succes van de planters (plantage-eigenaren), anderzijds benadrukten zij de gevangen status van de slaven. Commentaren van zowel slavenhouders als slaven beschrijven de slechte staat van veel van deze gebouwen. Slavenwoningen hadden schoorstenen die snel vlam vatten, daken die lekten, vuile vloeren en muren met gapende gaten. Het gemiddelde slavenkwartier was niet meer dan een slaapplaats. Evenwel spanden de slaafgemaakten zich in om hun woningen zo goed mogelijk te onderhouden en zo comfortabel mogelijk te maken.

## Gemeenschap

De woningen bij houtplantage La Prosperité in Suriname vormen een modeldorp. Foto circa 1900, KITLV

De slavenwoningen waren in elkaars nabijheid gesitueerd en vormden zo een slavendorp met een eigen leefgemeenschap. Op kleine stukjes grond werden gewassen verbouwd voor eigen consumptie en aan de rand van een slavendorp bevond zich vaak een begraafplaats. De locatie van het slavendorp ten opzichte van het plantagehuis kon iets zeggen over de verhouding tussen de plantagehouder en de slaafgemaakten. Op Sint Eustatius bevonden slavenwoningen zich vaak in de laagste delen van het landschap,
achter het industriële complex en uit het zicht van het plantagehuis. Het feit dat de slaveneigenaar woonde op een fysieke locatie hoger dan die van zijn slaafgemaakte arbeiders versterkte het idee van zijn sociale en raciale superioriteit.
Beroepen die voorkwamen onder de gemeenschap waren bijvoorbeeld kuiper, timmerman, metselaar, herder, naaister of huishoudster, mede afhankelijk van het type plantage.

## Onderzoek en interpretatie
Voormalige slavenwoningen zijn waardevolle bronnen voor archeologen die het dagelijks leven onder slavernij en uitingen van culturele identiteit onder de slaafgemaakte bewoners onderzoeken. Op Sint Eustatius zijn in 2023 bij graafwerkzaamheden de restanten blootgelegd van een slavendorp van de voormalige plantage Golden Rock. In 2021 werden al archeologische opgravingen gedaan op de voormalige begraafplaats van de Golden Rock-plantage. Ook de slavenwoningen van de voormalige plantage Schotsenhoek op Sint Eustatius zijn archeologisch onderzocht en beschreven.
Op de Benedenwindse eilanden zijn de voormalige slavendorpen (“pueblo di katibu”) Savonet in het Christoffelpark op Curaçao en Rincon op Bonaire bekend.
In de Verenigde Staten is een fotografisch verslag van 485 slavenhuizen gedocumenteerd. De Alabama Black Belt Slave Housing Survey, het Virginia Slave House Project en de Slave Dwelling Database van architect Joseph Hill zijn andere belangrijke onderzoeken naar slavenwoningen in Noord-Amerika. 
Vanuit welk perspectief deze historische locaties worden geïnterpreteerd, varieert. Waar er eerst veel belangstelling was voor de pracht en praal van de plantagehuizen, verschoof het perspectief naar dat van de gemeenschap van de slaafgemaakten en hun positie, leefwijze en behuizing op de plantages.
Joseph McGill Jr. startte in 2010 het Slave Dwelling Project. Hij reisde sinds de oprichting van het project door de Verenigde Staten en overnachtte in voormalige slavenwoningen – in het zuiden, maar ook in het noorden en het westen. Rond deze overnachtingen werden evenementen georganiseerd die een andere blik mogelijk maakte op de vaak gemarginaliseerde en vervormde geschiedenis van de slavernij. Deze reizen zijn vastgelegd in het boek "Sleeping with the Ancestors: How I Followed the Footprints of Slavery" (Hachette Book Group, 2023).

## Galerij

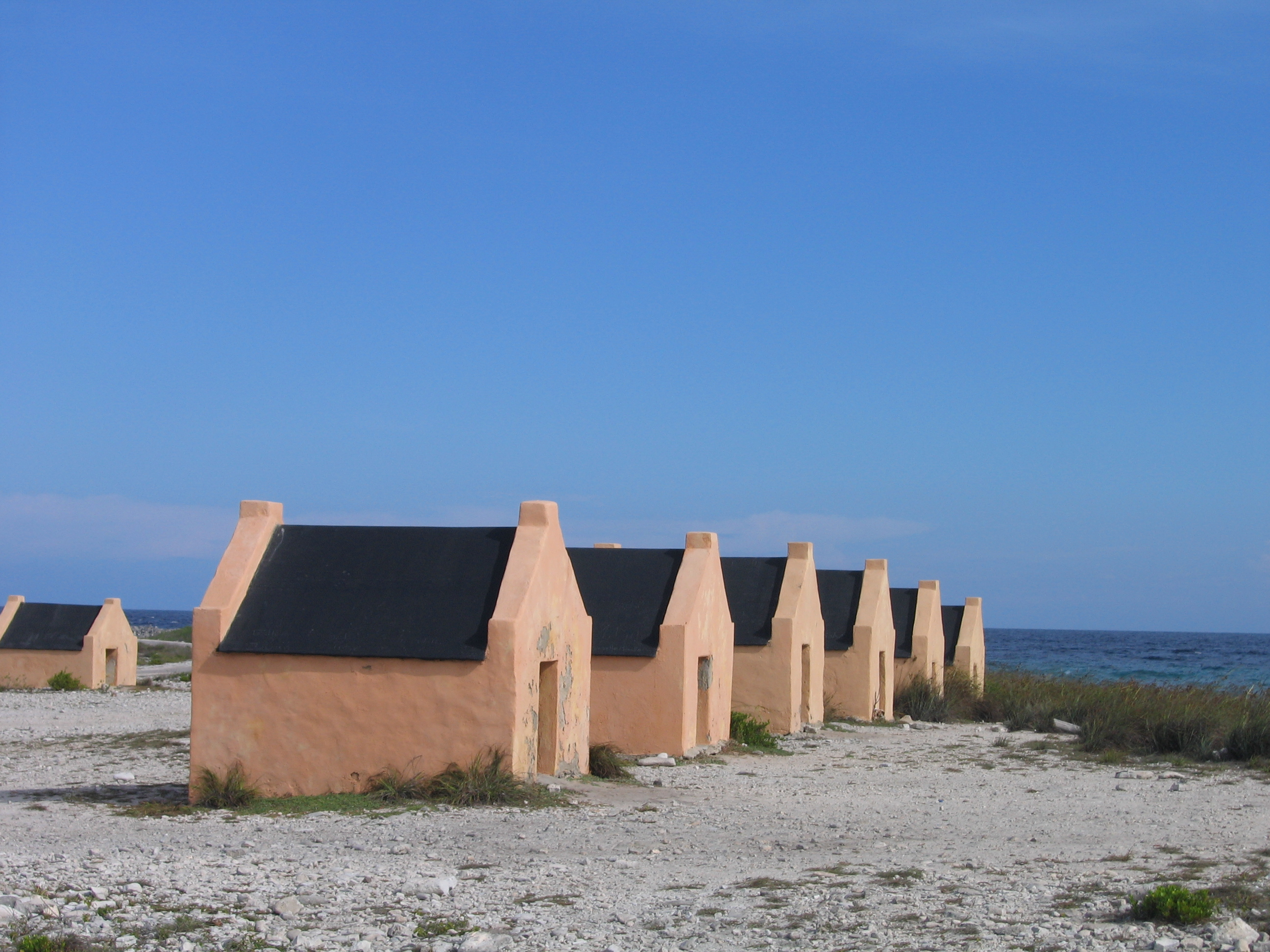
Slavenhuisjes uit 1850, Bonaire
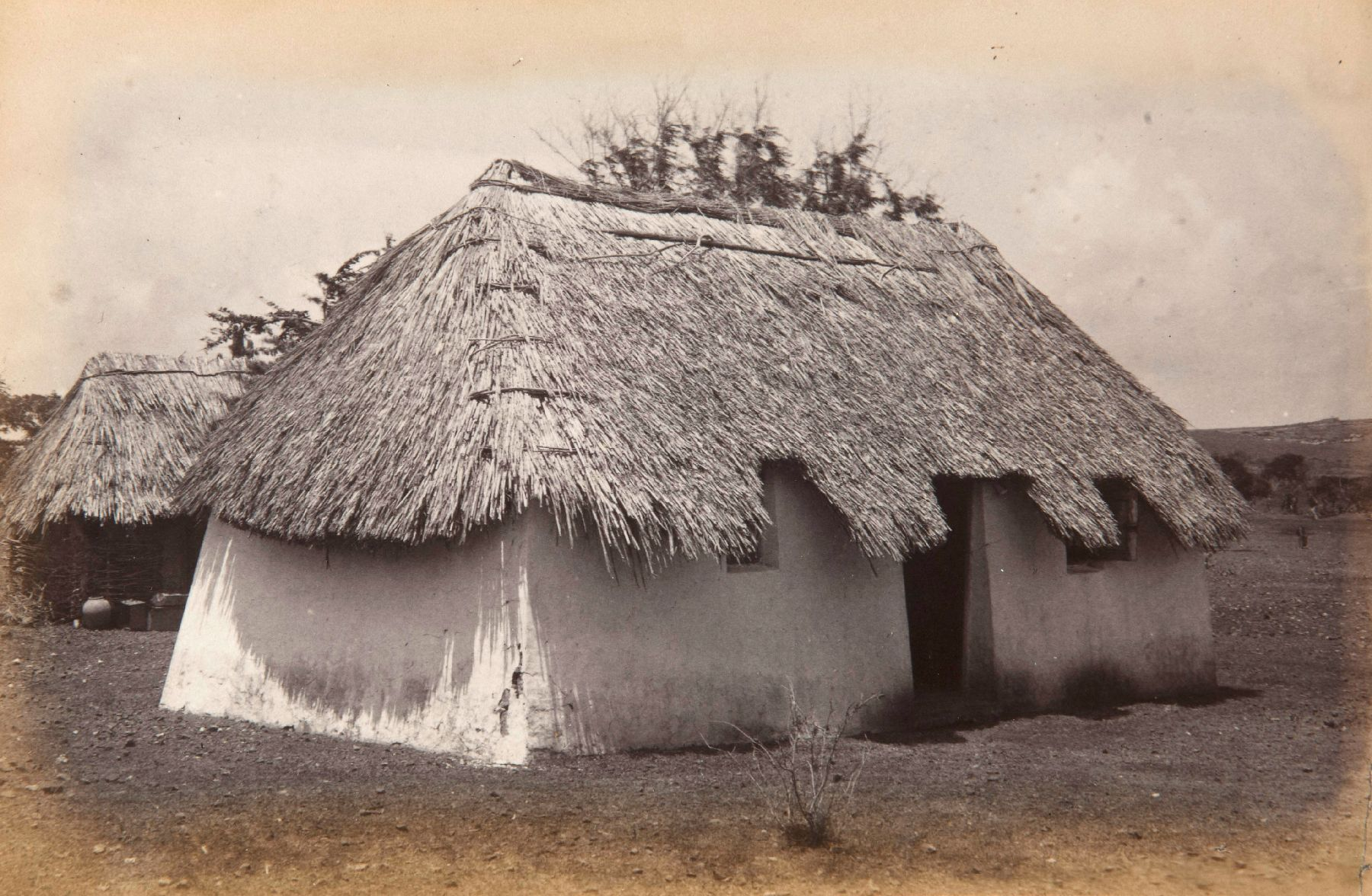
Kunukuhuis, Curaçao (foto ca 1885)
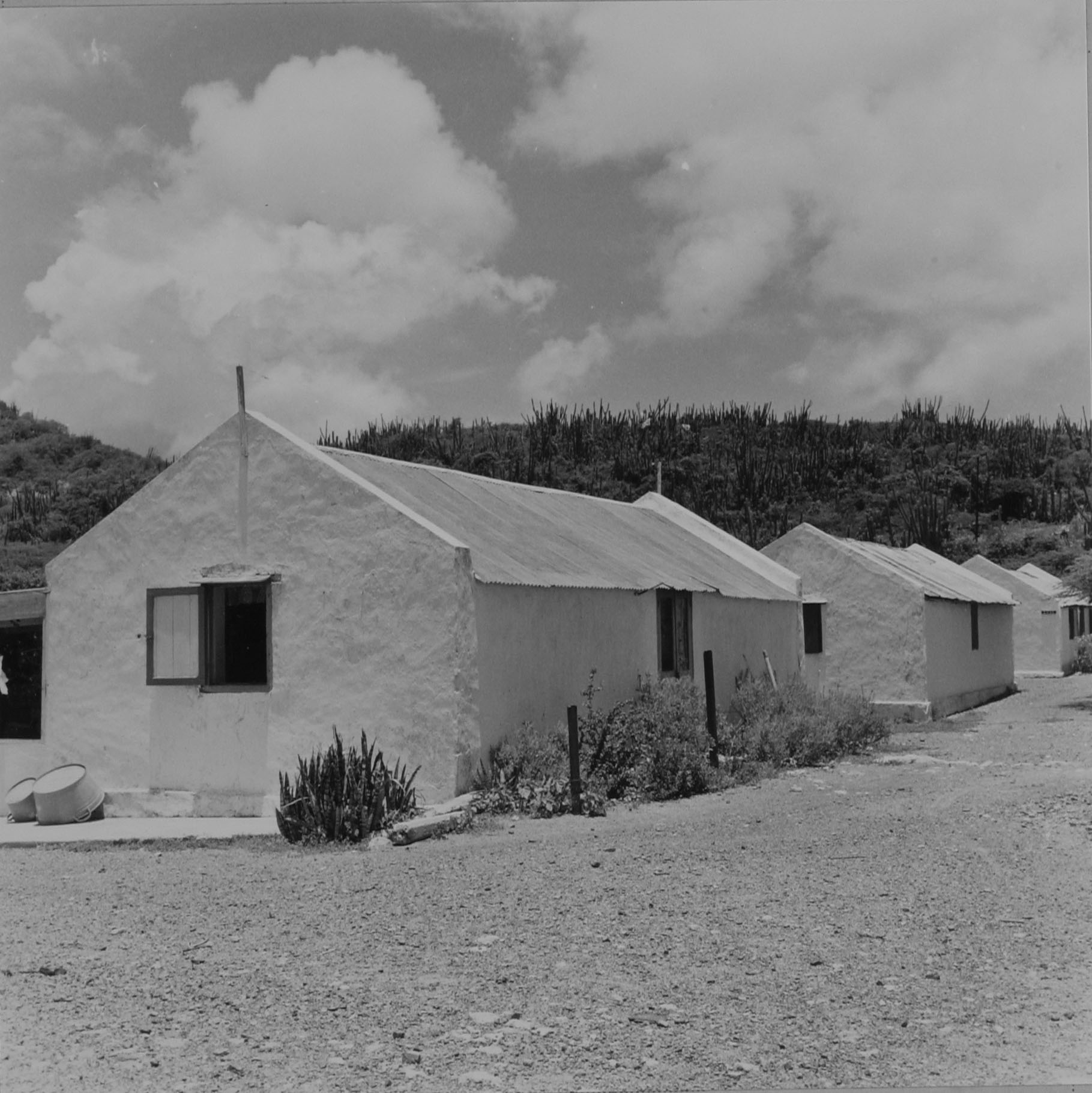
Slavenhuisjes op plantage Savonet, Curaçao (1964)
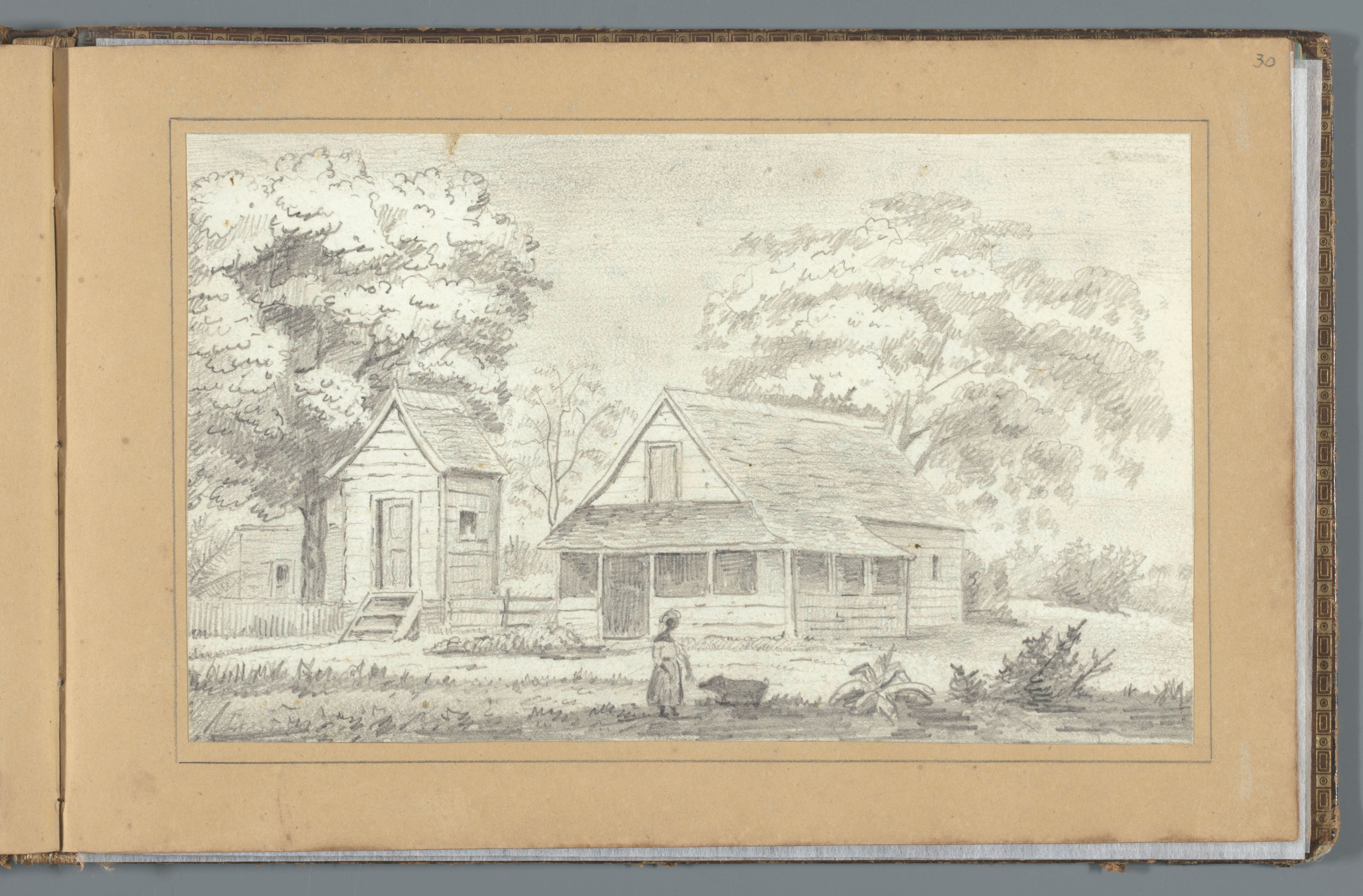
Woningen  op plantage La Prosperité, Suriname (tekening 1851)
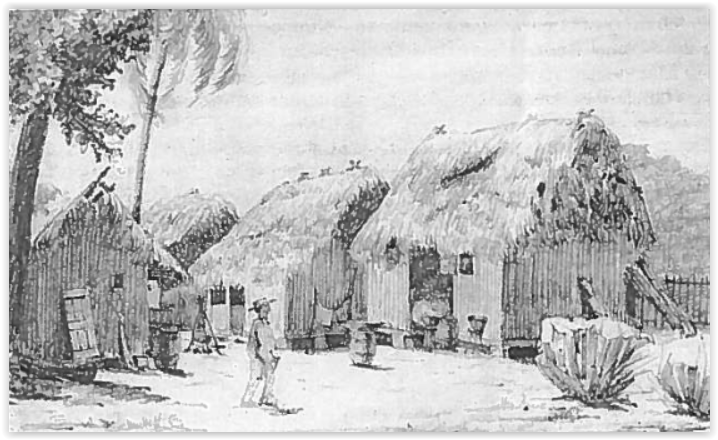
Pallisadehutten, Batavia, Suriname (tekening 1879)
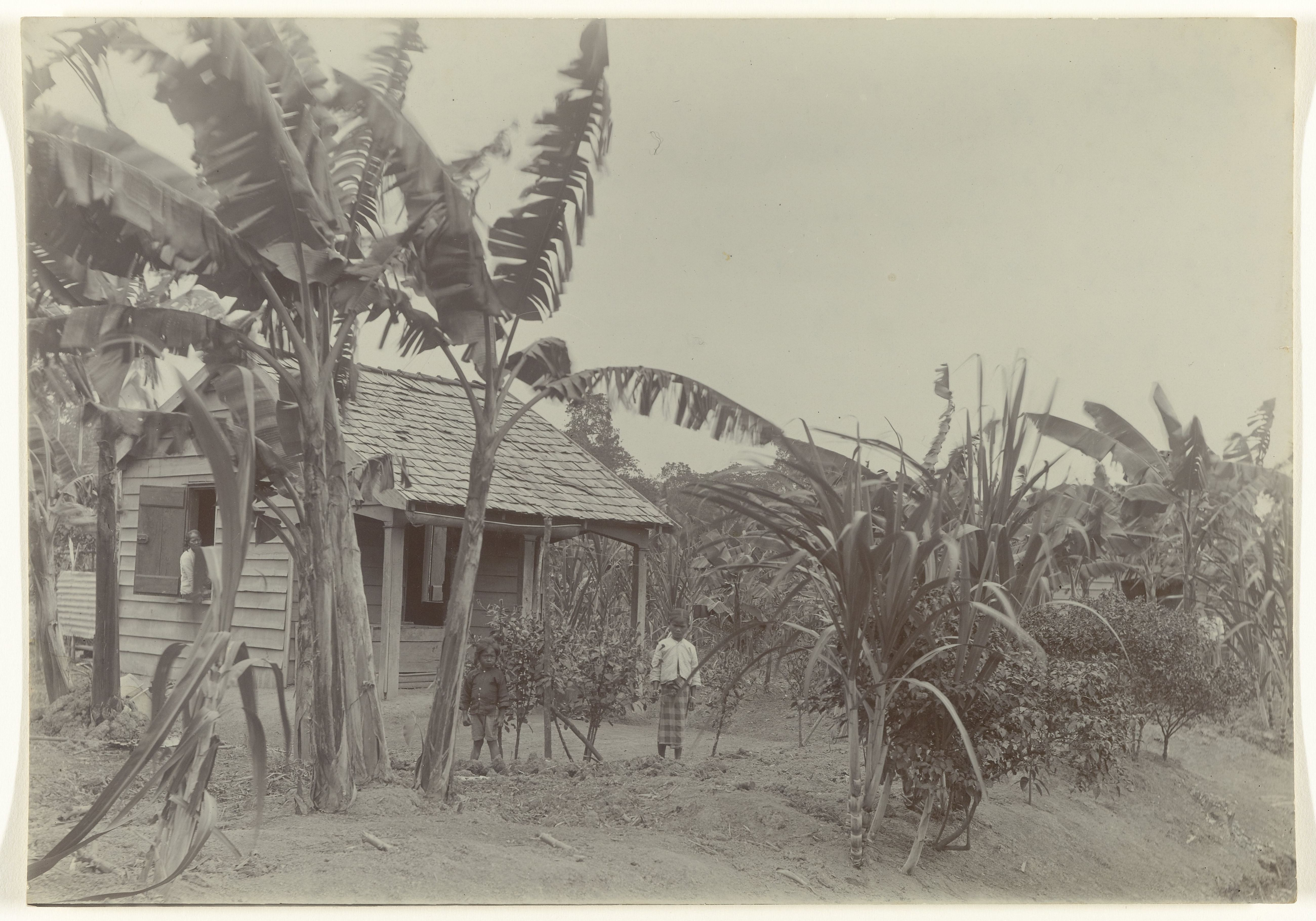
Woning op plantage Johanna-Catharina, Suriname (foto 1918)
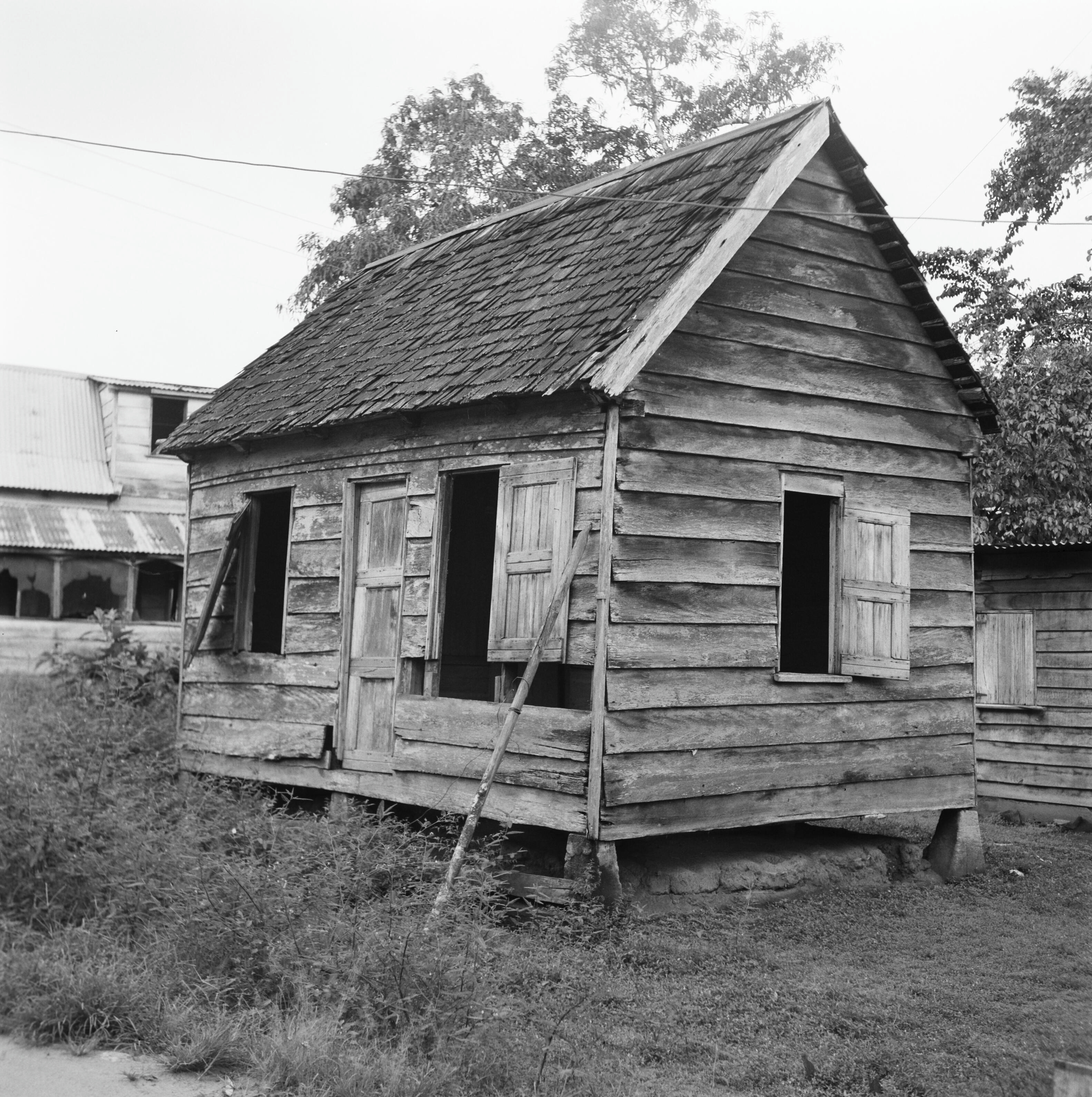
Woning op plantage Vierkinderen, Suriname (foto 1971)
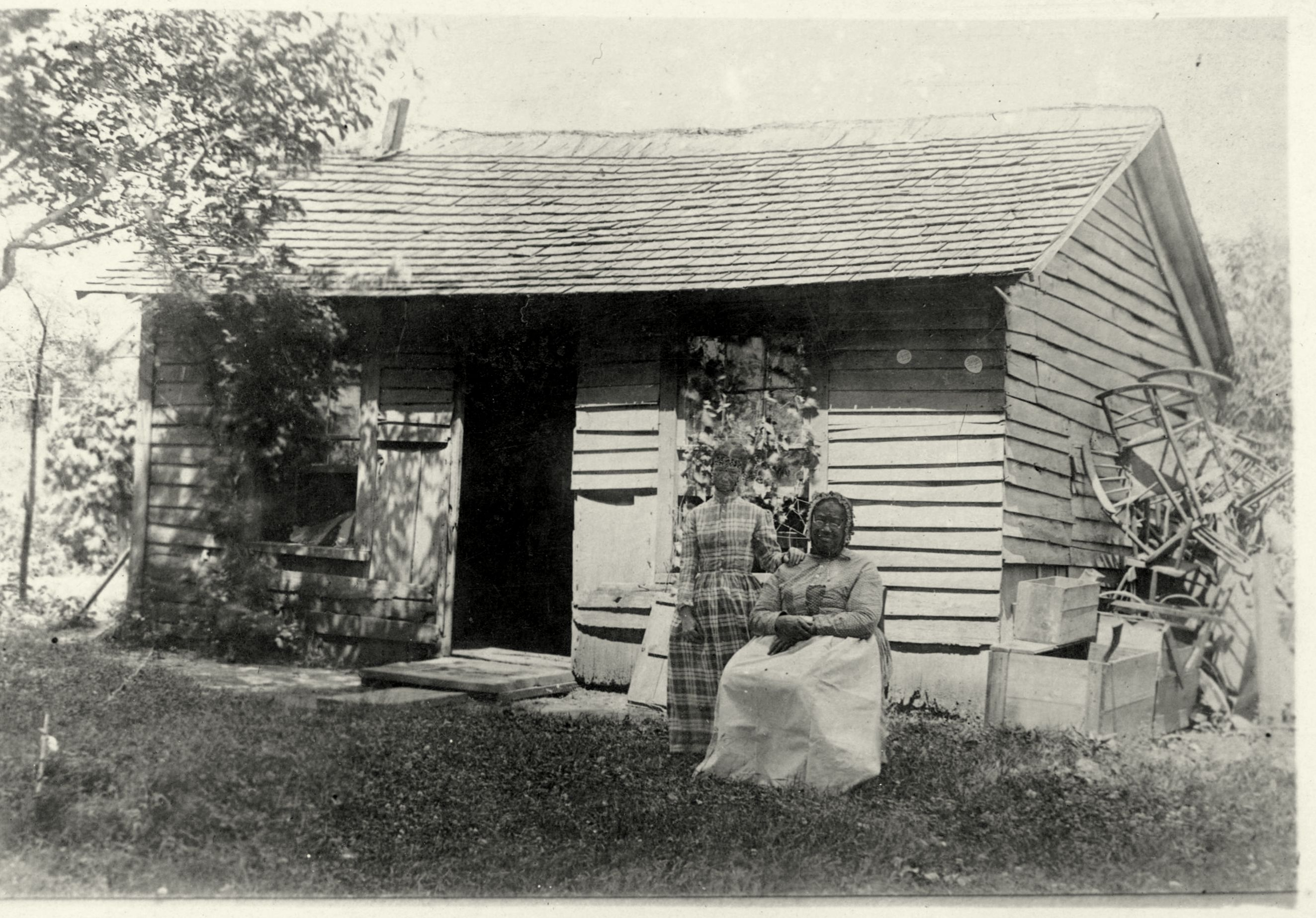
Slave cabin, Verenigde Staten, op een prentpostkaart uit 1893
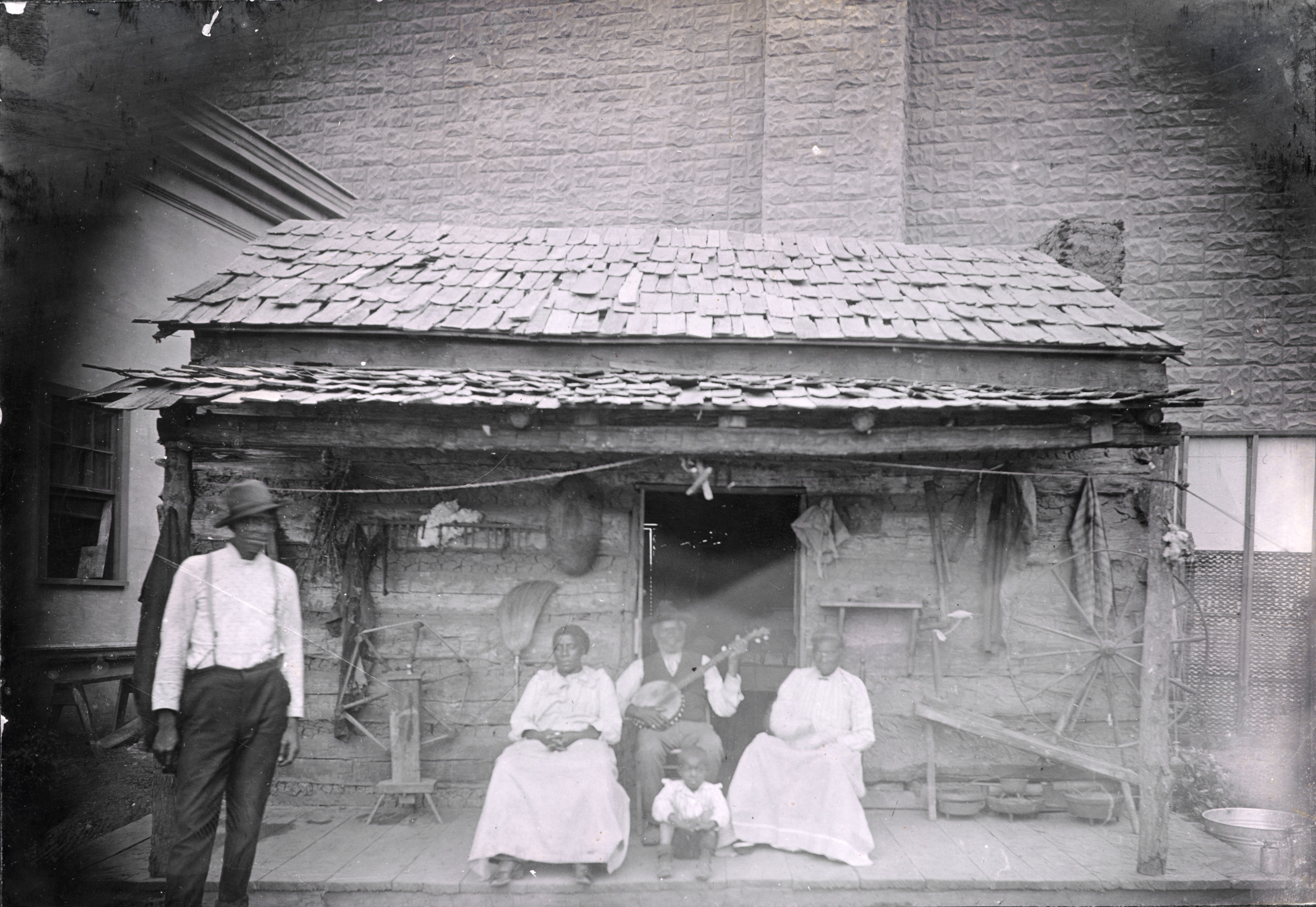
Home in the Old Plantation, attractie op St. Louis World's Fair, 1904
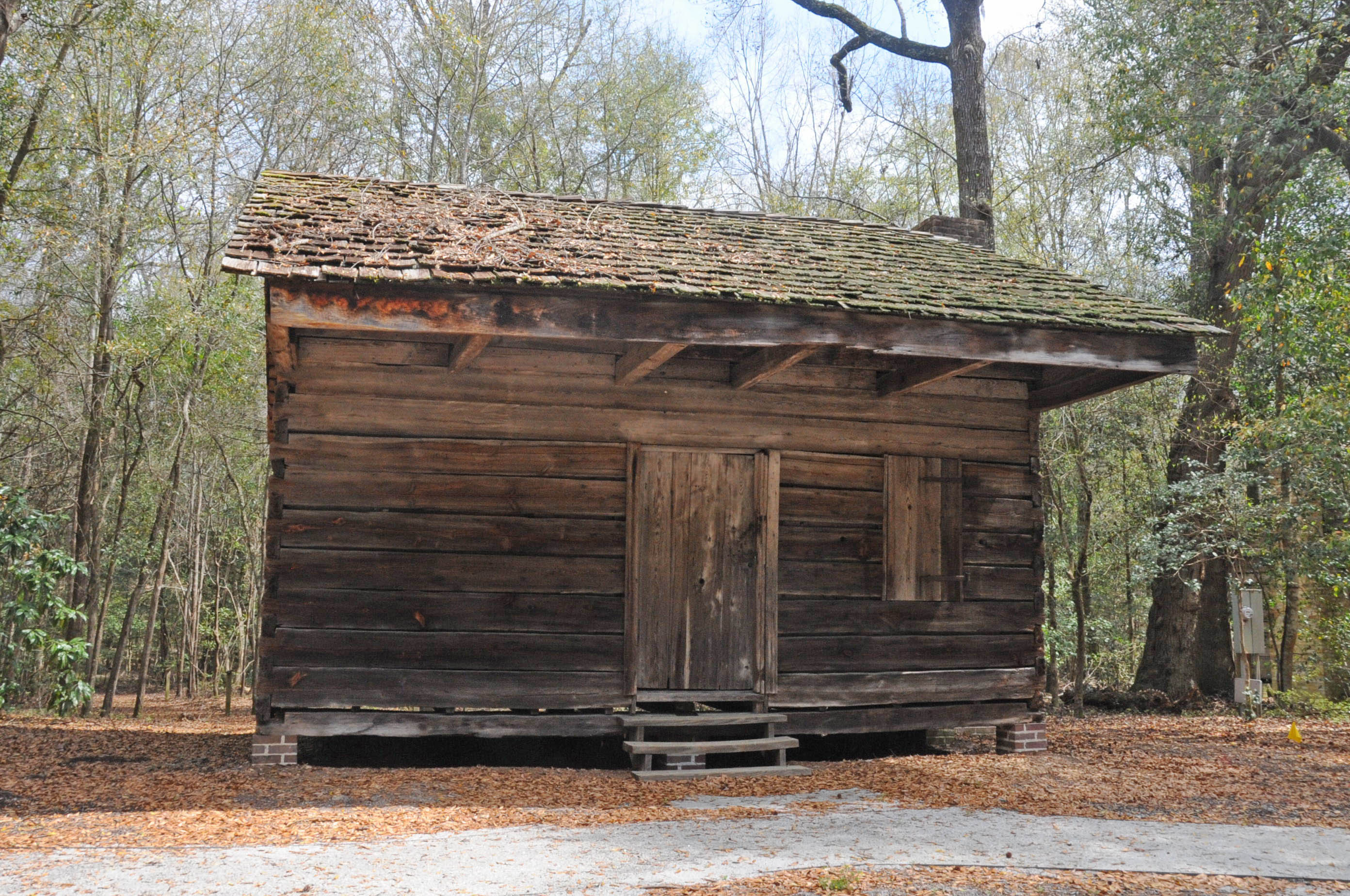
Slavenwoning op Gregg Plantation, Florence County, VS (foto 2019)